# Kollfjall
Kollfjall är ett berg i republiken Island. Det ligger i regionen Västlandet, 120 km norr om huvudstaden Reykjavík. Toppen på Kollfjall är 592 meter över havet.
Trakten runt Kollfjall är nära nog obefolkad, med mindre än två invånare per kvadratkilometer. Det finns inga samhällen i närheten. Trakten runt Kollfjall består i huvudsak av gräsmarker.